# Cheddar Yeo
La Cheddar Yeo est une petite rivière du Somerset en Angleterre. Sous le calcaire des collines de Mendip, la rivière fait partie du plus important systèmes fluvial souterrain du Royaume-Uni. Après avoir fait surface dans les gorges de Cheddar, elle s'écoule à travers le village du même nom, où elle était utilisée pour actionner des moulins. Au Moyen Âge et jusqu'au XIXe siècle, la rivière comprenait des petits ports pour les navires se rendant vers la mer, mais la rivière n'est désormais plus navigable.